# 克里维茨
克里维茨（德語：Crivitz，發音：[ˈkʁiːvɪts]）是德国梅克伦堡-前波美拉尼亚州路德维希斯卢斯特-帕尔希姆县的城市，面积75.87平方千米，2023年12月31日人口为4,760人。